# پردیس سینمایی چهارباغ
پردیس سینمایی چهارباغ یک پردیس سینمایی در اصفهان است. 
این سینما که در ابتدا با یک سالن با ظرفیت ۴۶۰ نفر در سال ۱۳۵۰ ساخته شده بود در سال ۱۳۹۵ پس از پنج ماه بازسازی تبدیل به پردیس سینمایی با چهار سالن شد و در ۲۷ فروردین ۱۳۹۶ به بهره‌برداری رسید.